# Ramazan Özdemir
Ramazan Özdemir (* 6. Juli 1991 in Afyonkarahisar) ist ein türkischer Leichtathlet, der im Mittel- und Langstreckenlauf an den Start geht.

## Sportliche Laufbahn
Erste Erfahrungen bei internationalen Meisterschaften sammelte Ramazan Özdemir im Jahr 2012, als er bei den Balkan-Meisterschaften in Istanbul in 8:19,36 min die Silbermedaille im 3000-Meter-Lauf gewann. Im Jahr darauf gewann er bei den Balkan-Meisterschaften in Stara Sagora in 14:39,65 min die Bronzemedaille über 5000 m und 2015 siegte er in 3:44,35 min im 1500-Meter-Lauf bei den Balkan-Hallenmeisterschaften in Istanbul und schied daraufhin bei den Halleneuropameisterschaften in Prag mit 3:59,54 min. Anfang August belegte er dann bei den Balkan-Meisterschaften in Pitești mit 3:51,21 min den fünften Platz. 2016 gewann er bei den Balkan-Hallenmeisterschaften in Istanbul in 3:47,09 min die Silbermedaille über 1500 m und bei den Freiluftmeisterschaften in Pitești siegte er in 8:12,59 min über 3000 m und wurde in 3:49,24 min Vierter über 1500 m. 2017 klassierte er sich bei den Halleneuropameisterschaften in Belgrad mit 8:10,99 min auf dem elften Platz über 3000 m und belegte anschließend bei den Islamic Solidarity Games in Baku in 3:52,51 min den fünften Platz über 1500 m und erreichte nach 13:37,58 min Rang neun im 5000-Meter-Lauf. Daraufhin nahm er an der Sommer-Universiade in Taipeh teil und wurde dort in 14:08,55 min Siebter über 5000 m und konnte sein Rennen über 10.000 m nicht beenden. Im Jahr darauf wurde er bei den Mittelmeerspielen in Tarragona in 14:18,14 min Zwölfter über 5000 m und gewann anschließend in 8:15,61 min die Silbermedaille über 3000 m bei den Balkan-Meisterschaften in Stara Sagora, ehe er bei den Europameisterschaften in Berlin mit 14:03,63 min auf Rang 22 über 5000 m gelangte.
2019 schied er bei den Halleneuropameisterschaften in Glasgow mit 8:20,52 min im Vorlauf über 3000 m aus und Anfang September belegte er bei den Balkan-Meisterschaften in Prawez in 3:47,78 min den vierten Platz über 1500 m. Im Dezember wurde er dann bei den Crosslauf-Europameisterschaften in Lissabon nach 31:42 min 33. Im Jahr darauf belegte er bei den Balkan-Hallenmeisterschaften in Istanbul in 3:53,37 min den fünften Platz über 1500 m und 2021 konnte er bei den Balkan-Meisterschaften in Smederevo sein Rennen über 5000 m nicht beenden. Im Jahr darauf siegte er in 1:03:10 h beim Trabzon-Halbmarathon und anschließend konnte er seinen Wettkampf bei den Mittelmeerspielen in Oran nicht beenden. 2023 wurde er bei der 1. Liga der Team-Europameisterschaft im Rahmen der Europaspiele in Chorzów in 14:00,71 min Siebter über 5000 Meter. Im Jahr darauf gelangte er bei den Crosslauf-EM in Antalya nach 24:33 min auf dem 76. Platz im Einzelrennen.
In den Jahren 2018 und 2021 wurde Özdemir türkischer Meister im 5000-Meter-Lauf sowie 2018, 2023 und 2024 auch über 10.000 Meter und 2021 über 3000 Meter. Zudem siegte er 2019 im 1500-Meter-Lauf. 2014, 2015 und 2020 wurde er zudem Hallenmeister im 3000-Meter-Lauf und 2015 auch über 1500 m.

## Persönliche Bestleistungen
- 1500 Meter: 3:41,24 min, 12. Juni 2016 in Mersin
  - 1500 Meter (Halle): 3:40,66 min, 30. Januar 2016 in Wien
- 3000 Meter: 8:05,61 min, 24. Mai 2016 in Mersin
  - 3000 Meter (Halle): 7:52,64 min, 17. Februar 2017 in Istanbul
- 5000 Meter: 13:37,58 min, 16. Mai 2017 in Baku
- 10.000 Meter: 28:28,48 min, 6. Mai 2023 in Mersin
- Halbmarathon: 1:03:10 h, 20. Februar 2022 in Trabzon